# Scutellaria hispidula
Scutellaria hispidula là một loài thực vật có hoa trong họ Hoa môi. Loài này được B.L.Rob. miêu tả khoa học đầu tiên năm 1891.